# Edmond Courbaud
Edmond Courbaud, né à Versailles le 16 août 1868 et mort à Paris le 30 janvier 1927, est un enseignant de lettres classiques, traducteur et membre de l'École française de Rome.

## Biographie
Edmond est le deuxième fils de Claude Courbaud (1833-1899) qui est professeur de lettres au lycée Condorcet durant près de 30 ans et qui sera en 1886 le professeur de Marcel Proust qui redouble sa seconde.
Edmond Courbaud poursuit ses études secondaires au lycée Condorcet. Après avoir été reçu premier à l'agrégation de lettres en 1890 à l'École normale supérieure. Élève à l'École Française de Rome de 1890 à 1892, il enseigne ensuite la rhétorique au lycée de Saint-Quentin (1892-1893), de Reims (1893-1894), de Versailles (1894-1896) puis aux lycées Condorcet (1896) et Jeanson-de-Sailly (1898).
Le 21 juin 1899, il soutient ses deux thèses de doctorat ès lettres à la Faculté de Paris. La première, en français, s'intéresse aux bas-reliefs romains à représentation historique. La deuxième, en latin, traite de la comédie Togata. En 1901-1902, il est suppléant de Gaston Boissier au Collège de France. Il est nommé par la suite à  la Faculté de Lettres de Paris où il est maître de conférences de langue et littérature latines en 1902, professeur adjoint de littérature latine en 1909, professeur sans chaire en 1921 et professeur d'éloquence latine en 1923. Il traduit et publie de nombreux textes latins.
Au cours de sa carrière, il collabore avec le Journal des Savants, la Revue des deux mondes et au Dictionnaire des antiquités. 

## Publications

### Œuvres
- Le bas-relief roman à représentations historiques : étude archéologique, historique, et littéraire, Paris, Albert Fontemoing éditeur, coll. « Bibliothèque des Écoles françaises d'Athènes et de Rome no 81 », 1899, 402 p. (lire en ligne)
- De comoedia togata. : Lutetiae Parisiorum, Paris, A. Fontemoing, 1899, 124 p.
- Horace : sa vie et sa pensée à l’époque des Épîtres, Paris, Hachette, 1914, 368 p.
- Les procédés d'art de Tacite dans les "Histoires", Paris, Hachette, 1918, 297 p.

### Traductions
- Cicéron, De l'Orateur, t. I, Les Belles Lettres, 2009 (1re éd. 1922), 264 p. (ISBN 978-2-251-01045-8, BNF 37374926)
- Cicéron, De l'Orateur, t. II, Les Belles Lettres, 2009 (1re éd. 1928), 320 p. (ISBN 978-2-251-01046-5, BNF 37374926)
- Cicéron (trad. avec Henri Bornecque), De l'Orateur, t. III, Les Belles Lettres, 2010 (1re éd. 1930), 313 p. (ISBN 978-2-251-01047-2, BNF 37374926)